# Je reste ici
Je reste ici (Resto qui), publié en 2018, est un roman de l'écrivain italien Marco Balzano.

## Résumé de la première partie
Le roman raconte la vie du village de Curon Venosta (Graun im Vinschgau, Val Venosta, près de Bolzano, Trentin-Haut-Adige) entre 1920 et 1950 (vie traditionnelle, fascisme, guerre, nazisme, construction de barrage). Dans ce roman historique s'inscrit la vie de différents personnages, d'une famille principalement, dont de nombreux éléments (dialogues, pensées) relèvent de la fiction.
Dans le Massif de l'Ortles, Préalpes orientales méridionales, la population, chrétienne, germanophone, longtemps sous domination autrichienne (lointaine), vit d'agriculture de montagne et d'élevage alpestre.
Par le Traité de Saint-Germain-en-Laye (1919), cette partie du Tyrol du Sud est rattachée à l'Italie. En 1923, sous Mussolini, la région sous-développée est appelée au développement au sens italien : voler la langue et le travail, re-nomination des lieux en italien, obligation de la population de se mettre à l'italien, priorité d'embauche aux gens du Sud.
Les trois amies, Trina, Maja et Barbara, qui préparent le baccalauréat, pour devenir institutrices, sont amenées à se soumettre.
Le curé leur propose d’aller dans les catacombes, la clandestinité (cave, étable, soupente, etc) pour enseigner en allemand, en fin d'après-midi, après l'école obligatoire en italien, en petit groupe. La grande amie, Barbara, d'abord réticente, est arrêtée dès le premier cours, et déportée aux îles Lipari.
Pour Trina, les hommes ici, sont maladroits, velus, rustres, dégageant une odeur de sueur et d'étable. Le seul jeune homme possible est un petit paysan pauvre, qui fréquente Pa, Erich (avec son chien Grau), déjà dans la révolte paysanne contre le projet de barrage (emplois réservés aux ouvriers italiens).
Le mariage, vers 1924, mène Trina au maz d'Erich, à la maternité : un fils Michael (vers 1924) et une fille, Maricia (vers 1930).
Anita, sœur d'Erich, réfugiée d'Innsbruck, et son mari Lorenz, agent d'assurances, s'installent dans la vallée en citadins.
En 1939, est proposée la Grande Option, intégrer le Reich : la population germanophone se divise, entre individualités et/ou familles optantes et restantes.
Anita et Lorenz s'enfuient en cachette en territoire allemand, avec Maricia consentante.

## Résumé de la seconde partie:Fuir
Après la mort du père (Pa), c'est la première lettre de Maricia (J'ai choisi de partir. Je reviendrai), la première réunion à la mairie au sujet du barrage : en cas de refus, possible procédure d'expropriation forcée...), puis la déclaration de guerre, la conscription, les fréquentations nazies de Michael.
Erich Hauser est convoqué à Malles Venosta, puis envoyé comme soldat italien à Cadore, et ensuite en Albanie et en Grèce.
Trina, sans revenus, s'adonne à l'agriculture, au pâturage, aux alpages (vaches, brebis), des troupeaux guidés par des vieillards.
Elle lit aux femmes les lettres de leurs maris, ou invente, censure militaire oblige.
Peppi, maçon à Sondrio (province de Lombardie), se gave de réglisse, échappe à la conscription, se marie à Irene.
Trina et Maja observent aux heures creuses l'avancée du chantier du barrage.
Le vieillard acheteur de laine essaie vainement de placer son fils dans les bras de Trine : hommes vautours en temps de guerre.
Anna, une voisine, épouse du forgeron, demande à Trina d'enseigner l'italien à son dernier enfant.
Erich rentre en convalescence, sans envie de retourner au front, et avec quelque idée de saboter le barrage, ce qu'il propose à tous les résidents.
En 1943, l'armistice italien signifie d'abord l'invasion allemande de l'Italie du Nord, avec le risque de vengeance contre les habitants qui n'ont pas opté : tuer un veau, placer les quelques vaches et brebis chez des amis, confier Ma à Peppi, fuir à deux vers la frontière suisse, avec peut-être la non-intervention de Michael (rallié aux occupants), et avec des armes.
Dans le Dreiländerpunkt, assez loin du Col de Resia, Trina et Erich vivent dans une grotte jusqu'à la fin des provisions. 
Puis les premiers morts allemands, les autres fuyards, et le refuge dans le dernier maz avant la Suisse, sur recommandation du père Alfred : un prêtre, unE petite muette (Maria), son père, un vieillard, sa fille...
On survit de petits travaux, d'entraide avec les autres fermes de montagne (cousins, amis), de chasse, de rencontre avec d'autres déserteurs, et de menaces allemandes.
Trina se remet à écrire, sur un cahier trouvé, des lettres aux absents. Grâce à elle, Maria revit un peu, dessine, établit un abécédaire.
Fin 1944, les représailles visent le maz, puis en janvier 1945, le maz est brûlé, le fenil est visité, avec plusieurs victimes.

## Résumé de la troisième partie:L'eau
C'est le retour au maz au village, la récupération des six brebis et des trois vaches, l'adoption d'un nouveau chien (Fleck), et certaine coexistence avec Michael.
Erich redevient menuisier, avec succès, vu le besoin de mobilier après guerre.
Trina redevient institutrice.
Michael va se marier avec Giovanna, et habiter au maz de Ma, retrouvée enfin à Ligano, où Peppi s'est réfugié en famille, et qui donne sa bénédiction, sans désir de retour.
En Juin 1946, à la reprise du chantier, les vieux s'estiment trop vieux, et les jeunes y voient une raison de plus de partir (en Italie).
Erich apprend de Maria l'italien, pour pouvoir argumenter avec l'administration italienne, avec le père Alfred : chef de chantier affable ou accessible (l'homme au chapeau), les deux ingénieurs, les financiers suisses, le comité d'action pour la défense de la vallée, les carabiniers, l'accident (morts d'explosion), le géologue suisse (qui affirme la fragilité du sol et la menace du barrage).
La hauteur de la retenue serait de 5 à 10 mètres et ne menacerait pas le village.
Mais elle augmente avec les contacts des journaux et des gens influents : municipalités et cures voisines, évêque (15 m., et messe), ministre Antonio Segni (21 m., et ministre repris par son conseiller), pape Pie XII (entrevue).
Devant le même dilemme qu'en 1939 (partir ou rester), Erich se met à dessiner dans un cahier).
Certains pensent aux explosifs.
Trina craint qu'Erich aussi ne projette un attentat.
L'organisation est plus pacifique : occupation, protestation, manifestation, prière collective...
La mise en eau prématurée provoque une panique, et accélère expropriations, dynamitage des maisons, relocalisation du cimetière, relogements provisoires, attribution de logements de 34 m2 par famille.
En 1953, mort d'Erich, avant même la totale mise en eau du lac artificiel, désormais référence touristique, d'où émerge le seul clocher de l'ancien village.

## Personnages
La narratrice principale, Trina (Kat(ha)rina, sans doute), Madame la Maîtresse, s'adresse (vers 1960) à sa fille Maricia, qu'elle n'a plus revue depuis 1939.
- Trina, maîtresse d'école en allemand, vite en chômage, et accessoirement en italien,
  - les deux amies : Maja et Barabara
- Maricia, cheveux miel
- Erich Hauser, petit paysan pauvre,
  - Anita, sœur, mariée à Lorenz à Innsbrück, mais dans la vallée en 1930-1939,
- Famille de Trina
  - Pa, menuisier, dans son atelier au village voisin et à domicile (au maz),
  - Ma, Irene,
  - Peppi, frère, qui plus tard prend en charge Ma,
- Au village :
  - Karl, cabaretier,
  - Gerhardt, ivrogne du village,
  - Théo et Gersten, ouvriers de la menuiserie,
  - Anna, épouse du forgeron,

## Accueil
Le lectorat francophone apprécie ce mélange de roman historique et de drame socio-psychologique (individus, familles, minorités culturelles), avec valeurs de territoires, de solidarité d'agriculture de montagne, et de résistance au fascisme et au nazisme, idéologies venues d'ailleurs et productrices d'esclaves,
.

## Récompenses et distinctions
- Prix Strega (finaliste), Prix Isola d'Elba - Raffaello Brignetti, Prix Speciale Dolomiti Unesco, Prix Viadana, Prix Asti Corte d'Appello, Prix Mario Rigoni Stern, Prix Bagutta (2019) et le Prix Méditerranée étranger (2019).